# 达赫斯贝格
达赫斯贝格是德国巴登-符腾堡州的一个市镇。总面积35.60平方公里，总人口1400人，其中男性696人，女性704人（2011年12月31日），人口密度39人/平方公里。

## 友好城市
- 法國 圣让德西克斯特